# María Paz Ferrari
María Paz Ferrari, född den 12 september 1973, är en argentinsk landhockeyspelare.
Hon tog OS-silver i damernas landhockeyturnering i samband med de olympiska landhockeytävlingarna 2000 i Sydney.